# Kuhajów
Kuhajów, także Kuchajów – wieś na Ukrainie w rejonie lwowskim (wcześniej w rejonie pustomyckim) należącym do obwodu lwowskiego. We wsi istnieje opuszczony katolicki Kościół Najświętszej Marii Panny.

## Położenie
Na podstawie Słownika geograficznego Królestwa Polskiego i innych krajów słowiańskich: Kuhajów to wieś w powiecie lwowskim, 14 km na południe od Lwowa.
Wieś prawa wołoskiego, położona była na początku XVI wieku w ziemi lwowskiej województwa ruskiego.
W 1913 utworzono we wsi dom polski.